# Уэбб, Роберт Д.
Роберт Д. Уэбб (англ. Robert D. Webb; 8 января 1903, Клей-Сити, Пауэлл, Кентукки, США — 18 апреля 1990, Ньюпорт-Бич, Ориндж, Калифорния, США) — американский кинорежиссёр, последний лауреат премии «Оскар» лучшему помощнику режиссёра за фильм «В старом Чикаго» 1937 года.

## Биография
Роберт Д. Уэбб родился 8 января 1903 года в Клей-Сити в округе Пауэлл штата Кентукки.
В 1938 году Уэбб был награждён премией «Оскар» за работу помощником режиссёра Генри Кинга над картиной «В старом Чикаго» (1937). Помимо этой картины, Уэбб часто сотрудничал с Кингом на съёмках таких фильмов, как «Рамона» (1936), «Песня Бернадетт» (1943), «Вильсон» (1944), «Капитан из Кастильи» (1947).
1953 год ознаменовался для Уэбба выпуском двух новых фильмов: о корейской войне — «Слава бригады» с Виктором Мэтьюром и Александром Скурби, и рыбацкой драмы «Коралловый риф» с Робертом Вагнером и Терри Мур в главных ролях. Данная картина стала одной из первых снятых в формате «CinemaScope», благодаря применению особой цветной камеры с анаморфической линзой, запечатлевшей морскую жизнь на дне океана у Флориды, принеся оператору Эдварду Кронджагеру номинацию на «Оскар» за лучшую операторскую работу, а режиссёру Уэббу — на Гран-при 7-го Каннского кинофестиваля. Следующей фильм Уэбба — вестерн «Белое перо» (1955) — был снят по такой же технике, показав зрителю широкие просторы зеленых равнин и холмов Дикого Запада. В том же году вышла картина «Семь золотых городов» — история экспедиции испанских колонизаторов через призму личности священника Хуниперо Серры. Затем, в 1956 году последовали фильм о космических путешествиях «На грани космоса» и вестерн «Гордый».
Главным образом, своё место в истории кинематографа Уэбб занял благодаря тому, что в 1957 году снял фильм «Люби меня нежно», в котором свою первую роль в кино исполнил Элвис Пресли. В 1957 году вышел приключенческий фильм «Путь к золоту», через два года — фермерская драма «Оружие Тимберленда», а 1961-м сразу два фильма — о пиратах «Пираты Тортуги» и о женщинах-военнопленных японских лагерей Второй мировой войны «Семь адских женщин».
После нескольких лет перерыва, в 1967 году Уэбб выпустил два фильма, снятых в ЮАР — «Кейптаунская афера» и Шакалы, и завершил карьеру в большом кино.
Роберт Уэбб скончался 18 апреля 1990 года в возрасте 87 лет в городе Ньюпорт-Бич.

## Личная жизнь
С 1951 и до своей смерти в 1990 году Уэбб был женат на монтажёре Барбаре Маклейн (1903—1996), принявшей участие в производстве многих из его фильмов.

## Фильмография
| Год  | Фильм                | Оригинальное название     |
| ---- | -------------------- | ------------------------- |
| 1945 | Карибская тайна      | The Caribbean Mystery     |
| 1945 | Паук                 | The Spider                |
| 1953 | Слава бригады        | The Glory Brigade         |
| 1953 | Коралловый риф       | Beneath the 12-Mile Reef  |
| 1955 | Белое перо           | White Feather             |
| 1955 | Семь золотых городов | Seven Cities of Gold      |
| 1956 | На грани космоса     | On the Threshold of Space |
| 1956 | Гордый               | The Proud Ones            |
| 1956 | Люби меня нежно      | Love Me Tender            |
| 1957 | Путь к золоту        | The Way to the Gold       |
| 1960 | Оружие Тимберленда   | Guns of the Timberland    |
| 1961 | Семь адских женщин   | Seven Women from Hell     |
| 1961 | Пираты Тортуги       | Pirates of Tortuga        |
| 1967 | Кейптаунская афера   | The Cape Town Affair      |
| 1967 | Шакалы               | The Jackals               |